# 上田豊三
上田 豊三（うえだ とよぞう、1937年5月23日 - ）は日本の元裁判官。元最高裁判所判事。熊本県出身。

## 人物
横尾和子と共に、選挙権の制限は国会の裁量の範囲内として、在外日本人選挙権訴訟の違憲判決に反対した一人。
弟の上田豊甫は明星大学化学科の教授である。

## 経歴
- 熊本県立熊本高等学校卒業。
- 1961年 東京大学法学部卒業
- 1963年 判事補任官。その後、東京地方裁判所・東京家庭裁判所、最高裁判所行政局、大津地方裁判所・大津家庭裁判所、東京地方裁判所で勤務
- 1973年 東京地方裁判所判事
- 1975年 最高裁判所事務総局経理局主計課長
- 1977年 最高裁判所事務総局経理局総務課長
- 1980年 東京地方裁判所判事
- 1982年 東京地方裁判所部総括判事
- 1983年4月 司法研修所教官
- 1984年4月 司法研修所事務局長
- 1988年4月 最高裁判所上席調査官
- 1991年6月 最高裁判所総務局長
- 1993年11月4日 前橋地方裁判所所長
- 1994年12月21日 最高裁判所首席調査官
- 1998年3月11日 東京地方裁判所所長
- 2000年1月31日 広島高等裁判所長官
- 2000年8月14日 大阪高等裁判所長官
- 2002年2月21日 最高裁判所判事
- 2007年5月23日 定年退官
- 2009年4月29日 旭日大綬章受章[1]

## 個別意見
全員一致ないし多数意見が比較的多い。
- 在外日本人選挙権訴訟（平成17年9月14日大法廷判決）